# Jan Michał Czermiński
Jan Michał Czermiński (Czermieński) herbu Ramułt – podstoli kamieniecki w latach 1702-1712, podstoli latyczowski w latach 1692-1702, sędzia kapturowy ziemi lwowskiej w 1696 roku.